# 嶋田毅
嶋田 毅（しまだ つよし、1965年9月7日 - ）は、日本の著作家、経営学者、教育者。

## プロフィール
富山県出身。富山県立富山中部高等学校を卒業。東京大学大学院理学系研究科修士課程修了。
戦略系コンサルティングファームに入社、業界・企業分析や戦略の立案、実行支援を行う。
その後、外資系理化学機器メーカーを経てグロービスに入社、主に出版、コンテンツ開発、ライセンシングなどを担当する。
現在グロービスメディア事業推進室マネジングディレクター、グロービス経営大学院大学教授。
グロービス経営大学院や企業研修において管理会計、定量分析、経営戦略、マーケティング、ビジネスプラン等の講師、自社課題アクションラーニングのファシリテーターも務める。

## 著書
- 『MBA定量分析と意思決定』ダイヤモンド社、2003年
- 『ビジネス仮説力の磨き方』ダイヤモンド社、2008年
- 『利益思考』東洋経済新報社、2010年

## 共著書
- 『ケースで学ぶ起業戦略』日経BP社、1994年
- 『ベンチャー経営革命』日経BP社、1995年
- 『MBAビジネスプラン』ダイヤモンド社、1998年
- 『MBAケースブック 1 ビジネス・クリエーション』ダイヤモンド社、2004年
- 『MBAクリティカル・シンキング』ダイヤモンド社、2005年
- 『グロービスMBA組織と人材マネジメント』ダイヤモンド社、2007年
- 『ビジネススクールで教えるメンタルヘルス・マネジメント入門』ダイヤモンド社、2007年
- 『グロービスMBAマネジメント・ブック』ダイヤモンド社、2008年
- 『グロービスMBAアカウンティング』ダイヤモンド社、2008年
- 『グロービスMBAマーケティング』ダイヤモンド社、2009年
- 『グロービスMBA事業開発マネジメント』ダイヤモンド社、2009年